# 深夜叢書
深夜叢書（しんやそうしょ、Les Éditions de Minuit、またはミニュイ社）は、ナチス・ドイツ占領下のフランスで1941年、当時挿絵画家であったジャン・ブリュレル（ヴェルコール）と作家のピエール・ド・レスキュールが創設した地下出版社。第1巻のヴェルコール著『海の沈黙』のほか、ルイ・アラゴンの『グレバン蝋人形館』、フランソワ・モーリアックの『黒い手帖』、エルザ・トリオレの『アヴィニヨンの恋人』、ポール・エリュアールらが22人のレジスタンス詩人の作品を編纂した『詩人たちの名誉』、レジスタンス文学のアンソロジー『祖国は日夜つくられる』などを刊行した。戦後は、サミュエル・ベケットの三部作以降のすべての作品、およびアラン・ロブ＝グリエをはじめとするヌーヴォー・ロマンの一連の作品の刊行によって知られることになった。また、1950年からジョルジュ・バタイユが創刊した『クリティック』誌を刊行するほか、ジル・ドゥルーズらのフランス現代哲学、モニック・ウィティッグらの新しい傾向の作家を多数紹介している。

## 設立までの経緯
第二次世界大戦中のヴィシー政権下ではナチス・ドイツによって反独的な書物やユダヤ人による出版は禁止され、厳しい検閲が行われていた。また、あらゆる物資が不足し、紙やインクなども配給制であった。ドイツ軍は配給を制限することで、さらに言論・思想の自由を抑圧したのである。さらに、1940年9月28日には出版社労働組合と占領当局との間で検閲協定が締結された。この結果、ナチスの呼びかけに応じて対独協力路線を歩む作家もあり、たとえば、1909年2月にアンドレ・ジッド、ジャン・シュランベルジェ、ジャック・コポーら6人の作家によって創刊された『新フランス評論』は、党派性を排除し、外国文学を積極的に紹介したことで戦間期には国際的な影響力をもつ文学雑誌として知られていたが、ナチスによる言論統制を受けながらも刊行を続けるために、1940年から43年までファシズム政党であるフランス人民党のピエール・ドリュ＝ラ＝ロシェルが編集長を務め、主に対独協力作家の作品が掲載された（このため、戦後1953年まで休刊）。だが、対独協力・反ユダヤ主義に転向した、最も責任の重い新聞は、『オ・ピロリ(さらし台)』紙、『ジュ・スイ・パルトゥー (監視)』紙、『ラ・ジェルブ(花束)』誌であった。当時挿絵画家であったヴェルコールは、占領下において作家やジャーナリストが直面したジレンマを、「表立って公然と物が言えなかったため、公的な表現の企てはナチスへの奉仕に直結した。すべて彼らの都合のよいように解釈され、それに異議を唱えることはできなかったのだ。したがって、私たちに残された唯一の義務、唯一の信条は、ただ沈黙を守ることであった」と表現する。すなわち、ナチスの検閲を経て出版された作品は、この事実によって必然的に対独協力の性格を帯びてしまう以上、良心的な作家は「沈黙」を余儀なくされたのである。

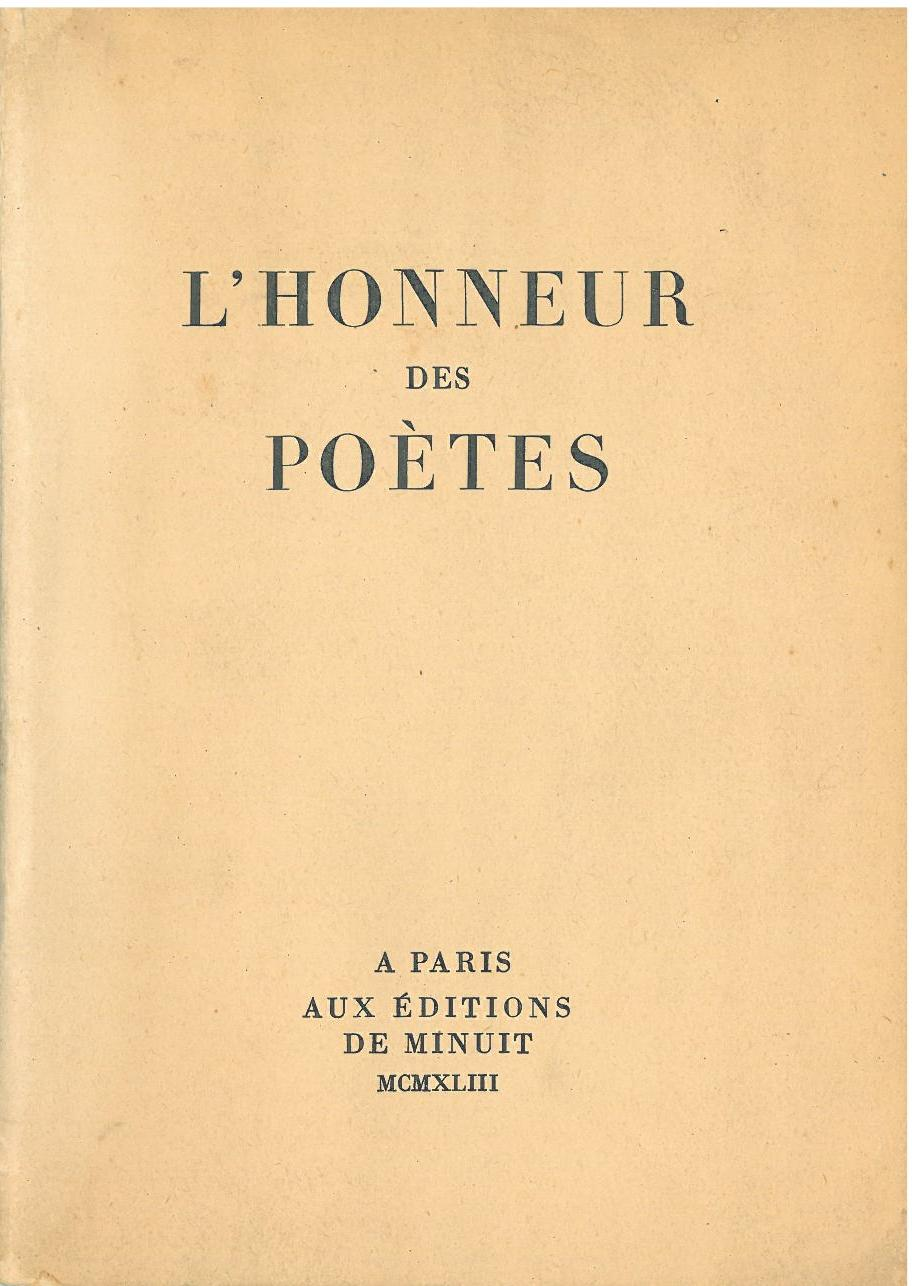
1943年に地下出版された『詩人たちの名誉』の表紙

一方、この間、レジスタンス運動の機関紙をはじめとして、地下出版物も多数刊行された。特定のレジスタンス・グループに参加するのではなく、文筆活動によってナチスの弾圧に抵抗し、言論・表現の自由を擁護する活動であり、こうしたレジスタンス文学運動を牽引したのが、共産党が結成したレジスタンス・グループ「国民戦線」の地下出版物の一つである文学誌『レットル・フランセーズ (フランス文学)』と深夜叢書である。

## 設立・刊行物
1940年11月11日、1918年の同月同日に締結された（第一次世界大戦における）ドイツと連合国の休戦協定を記念してシャンゼリゼ大通りから凱旋門にかけて高校生、大学生、教員らが大規模なデモを行い、ゲシュタポに逮捕された（1940年11月11日のデモ）。最初のレジスタンス運動の一つとされるこのデモの弾圧で、運動はさらに広がり、『パンタグリュエル』などの非合法の新聞が刊行され始めた。こうした動きに勇気づけられたヴェルコールは、同じように「手から手へと渡り」、「戸口から戸口へと配られる」ような出版物として文学作品を刊行することを考えた。作品は、友人で作家のピエール・ド・レスキュールの協力を得て、文学界、財界、法曹界、大学人などに配布することになった。深夜叢書の活動には詩人を中心に多くの作家、知識人が参加した。とりわけ、1943年7月14日の革命記念日に刊行した『詩人たちの名誉』は、ポール・エリュアール、ピエール・セゲルス、ジャン・レスキュールらが編集し、ルイ・アラゴンら22人の詩人の作品が収められた。みな、偽名である。このアンソロジーは民衆の共感を呼び、たちまち数版を重ね、さらに翌44年5月には第2号「欧州編」が刊行された。また、単著以外に、『禁止されたコラム』、『深夜のコラム』などの定期刊行物も配布した。
| 年   | 作家                                                             | 筆名                                                             | 作品                            | 邦訳 (括弧は未訳) |
| ---- | ---------------------------------------------------------------- | ---------------------------------------------------------------- | ------------------------------- | --- |
| 1942 | ジャン・ブリュレル                                               | ヴェルコール                                                     | Le Silence de la mer            | 『海の沈黙・星への歩み』河野与一、加藤周一共訳、岩波現代叢書、1951年。 注記：ナチス・ドイツの暴行の犠牲となって死去した象徴主義の詩人・劇作家サン＝ポル＝ルーに捧げられている。                                                       |
| 1943 | ジャン・ブリュレル                                               | ヴェルコール                                                     | La Marche à l’étoile            | 同上 |
| 1943 | レオン・モチャーン                                               | ティムレ                                                         | La Pensée patiente              | (根気強い思想) |
| 1943 | フランソワ・モーリアック                                         | フォレ                                                           | Le Cahier noir                  | (黒い手帖) |
| 1943 | エルザ・トリオレ                                                 | ローラン・ダニエル                                               | Les Amants d’Avignon            | 『アヴィニヨンの恋人』川俣晃自訳、岩波書店、1953年。 |
| 1943 | ジャック・ドビュ＝ブリデル                                       | アルゴンヌ                                                       | Angleterre                      | (英国) |
| 1943 | ポール・エリュアール、ピエール・セゲルス、ジャン・レスキュール編 | ポール・エリュアール、ピエール・セゲルス、ジャン・レスキュール編 | L'Honneur des poètes            | (詩人たちの名誉) |
| 1944 | 同上                                                             | 同上                                                             | L'Honneur des poètes II Europe  | (詩人たちの名誉 第2号 欧州編) |
| 1944 | ピエール・ボスト                                                 | ヴィバレ                                                         | La Haute fourche                | (オート・フルシュ) |
| 1944 | ジャン・カスー                                                   | ジャン・ノワール                                                 | 33 sonnets composés au secret   | 「密室のなかでつくられたソネット」(抜粋) ジャン・ポーラン、ドミニク・オーリー編『祖国は日夜つくられる』第I巻 (渡辺淳、小場瀬卓三、安東次男共訳、月曜書房、1951年) 所収; 大島博光著『レジスタンスと詩人たち』(白石書店、1981年) 所収。 |
| 1944 | ジョン・スタインベック                                           |                                                                  | Nuits noires (The Moon Is Down) | 『月は沈みぬ』龍口直太郎訳、新潮文庫、1953年; 須山静夫訳、角川文庫、1969年; 白神栄子、高村博正訳『スタインベック全集 第8巻』所収。 |
| 1944 | ルイ・アラゴン                                                   | 怒りのフランソワ                                                 | Le Musée Grévin                 | 『グレバン蝋人形館』大島博光訳『アラゴン詩集』(飯塚書店、1968年) 所収。 |
| 1944 | クロード・アヴリーヌ                                             | ミネルヴォワ                                                     | Le Temps mort                   | (失われた時) |
| 1944 | クロード・モルガン                                               | モルターニュ                                                     | La Marque de l’homme            | 『人間のしるし』石川湧訳、岩波書店、1952年。 |
| 1944 | ジャン・ゲーノ                                                   | セヴェンヌ                                                       | Dans la prison                  | 「牢獄にて」(抜粋) ジャン・ポーラン、ドミニク・オーリー編『祖国は日夜つくられる』第I巻 (渡辺淳、小場瀬卓三、安東次男共訳、月曜書房、1951年) 所収。                                                                                    |
| 1945 | ジョルジュ・アダム                                               | エノー                                                           | A l’appel de la liberté         | (自由の叫び) |
| 1945 | エディット・トマ                                                 | オーソワ                                                         | Contes d’Auxois                 | (オーソワ物語) |

このシリーズは戦後、深夜叢書が合法化された後にも引き続き刊行された。1947年にはレジスタンス文学のアンソロジー『祖国は日夜つくられる』を出版。邦訳も1951年に月曜書房から刊行された。ジャン・ポーランとドミニク・オーリーが編纂したこのアンソロジーには、これまでに深夜叢書から作品を発表した作家のほか、ジョルジュ・ベルナノス、ジャン・ジロドゥ、マックス・ジャコブ、ピエール・ジャン・ジューブ、ピエール・エマニュエル、ジュリアン・バンダ、フランシス・ポンジュ、アンドレ・マルロー、ジャック・マリタン、ロジェ・カイヨワ、アンドレ・ジッド、サン＝テグジュペリ、エマニュエル・ダスティエ、シモーヌ・ド・ボーヴォワール、アルベール・カミュ、ジャン・ケロール、ジャン＝ポール・サルトルなど多くの作家、詩人、知識人が参加している。
| 年   | 作家                                   | 作品                             | 邦訳 (括弧は未訳)                                                                          |
| ---- | -------------------------------------- | -------------------------------- | ------------------------------------------------------------------------------------------ |
| 1947 | ジャン・ポーラン、ドミニク・オーリー編 | La patrie se fait tous les jours | 『祖国は日夜つくられる』第I巻・第II巻 (渡辺淳、小場瀬卓三、安東次男共訳、月曜書房、1951年) |
| 1947 | ジャン・ムーラン                       | Premier combat                   | (最初の闘い) - 序文：シャルル・ド・ゴール                                                  |
| 1955 | インゲ・ショル                         | La Rose blanche                  | 『白バラは散らず ― ドイツの良心ショル兄妹』内垣啓一訳、未來社、1964年。                    |
| 1957 | ミシュリーヌ・モーレル                 | Un camp très ordinaire           | (あまりにもありきたりの収容所)                                                             |
| 1958 | エリ・ヴィーゼル                       | La Nuit                          | 『夜』村上光彦訳、みすず書房、1967年。                                                     |
| 1965 | ダヴィッド・ルーセ                     | L’Univers concentrationnaire     | (強制収容所の世界) - 再版                                                                  |
| 1967 | ヴェルコール                           | La Bataille du silence           | 『沈黙のたたかい ― レジスタンスの記録』森乾訳、藤森書店、1978年; 新評論、1992年。          |
| 1970 | シャルロット・デルボ                   | Auschwitz et après               | (アウシュヴィッツとその後)                                                                 |

## 戦後

### 戦後の経営難
戦後、深夜叢書が合法化されると、ヴェルコールは1945年に正式に株式会社を設立した。だが、商業的には『海の沈黙』が成功を収めただけで、深刻な経営難に陥った。そこで、文芸顧問のジョルジュ・ランブリクスは、編集方針を変えることなく、新しい傾向の作家を紹介することにし、1947年に哲学者ジョルジュ・バタイユの『鼠の話』、『ディアヌス』、後にルネ・クレマン監督の映画として知られることになるフランソワ・ボワイエの原作『禁じられた遊び』、新しい戦争小説で知られるアンリ・カレの『アメリカ』、『30から40』、ランボーの影響を強く受けた（後のフェミナ賞受賞作家）アンドレ・ドーテルの『マザグラン高原』、『ダヴィッド』のほか、米国の小説家アーサー・ミラーの『みんな我が子』の仏語訳、ウェールズの小説家ディラン・トマスの『仔犬のような芸術家の肖像』を刊行。さらに48年にはピエール・クロソウスキーの『ロベルトは今夜』、アンリ・トマらの評論『84』、ドイツの哲学者カール・ヤスパースの『責罪論』などを出版したが、いずれも発行部数が限られていたため、経営難を脱することができず、ヴェルコールは社長を辞任。ジェローム・ランドンが編集長に就任し、発行責任者を兼任した。
その後3年間は、引き続きバタイユの『呪われた部分』、『C神父』、『エポニーヌ』（『エロティシズム』は後の1957年に同じく深夜叢書から刊行）のほか、モーリス・ブランショの『ロートレアモンとサド』、『永遠の繰言』、ジャン・カスーの『近代芸術の状況』、ジャン・フーラスティエの『機械化と幸福』、ジャン・ポーランの『どのような批判にもささやかな序文を』などを刊行し、51年にサン＝ジェルマン＝デ＝プレに移転した後、ジャック・イレレの『パリ街路歴史事典』、ポーランの『レジスタンス指導者への手紙』、サミュエル・ベケットの『モロイ』といった分野の異なる重要な書物を刊行した。

### サミュエル・ベケット
1950年11月にサミュエル・ベケットの妻シュザンヌ（シュザンヌ・ドゥシュヴォー＝デュメニル）が、ベケットの『モロイ』、『マロウン死す』、『名づけえぬもの』の原稿を深夜叢書に持ち込んだ。アイルランド出身のベケットは1938年からフランスの定住し、フランス語で執筆していたが、これら3作はいずれも多くの出版社に断られていた。1951年に『モロイ』と『マロウン死す』が刊行されると、ジャン・ブランザは『フィガロ・リテレール』紙上で、ついに「戦後の主要作品が現れた」と称え、モーリス・ナドーは『コンバ (闘争)』紙上で「捉えがたい現実を見事に征服した」作品と評した。これら三部作のほか、1952年の不条理演劇の代表作『ゴドーを待ちながら』およびこれ以後のベケットの作品はすべて深夜叢書から刊行された。ベケットは1969年にノーベル文学賞を受けた。

### アラン・ロブ＝グリエ / ヌーヴォー・ロマン

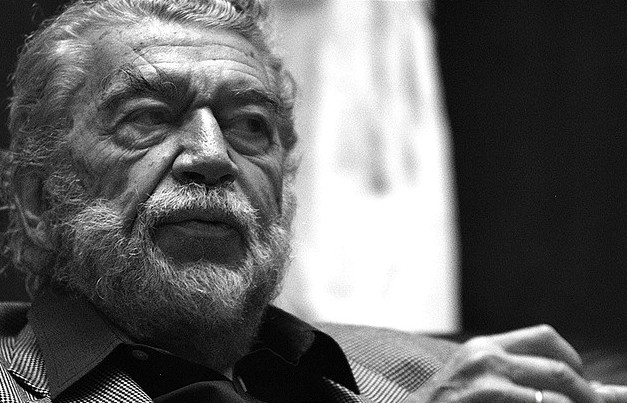
アラン・ロブ＝グリエ

1953年の『クリティック (批判)』誌にアラン・ロブ＝グリエが『ゴドーを待ちながら』の書評を掲載した。同誌はジョルジュ・バタイユが創刊した文学・哲学・芸術雑誌で、1950年以降は深夜叢書から刊行されていた。農業技師であったロブ＝グリエはこの優れた書評によって、同年、深夜叢書からヌーヴォー・ロマンの先駆けとされる処女作『消しゴム』を発表する機会を得た。この作品を今度はロラン・バルトが『クリティック』紙上で絶賛。さらに、編集長ジェローム・ランドンと親交を深めたロブ＝グリエは1954年末にジョルジュ・ランブリクスの後任として文芸顧問に就任し、彼の主導により深夜叢書は1950年代にヌーヴォー・ロマンの作品を次々と発表した。なお、ロブ＝グリエは1985年まで30年にわたって文芸顧問を務めた。
| 作家                   | 作品               | 邦訳 (括弧は未訳)                                                                                           |
| ---------------------- | ------------------ | --- |
| サミュエル・ベケット   | Fin de partie      | 『勝負の終わり・クラップの最後のテープ (ベスト・オブ・ベケット 2)』安堂信也、高橋康也共訳、白水社、1990年。 |
| アラン・ロブ＝グリエ   | La Jalousie        | 『嫉妬』白井浩司訳、新潮社, 1959年                                                                          |
| クロード・シモン       | Le Vent            | 平岡篤頼訳『世界の文学 23』(集英社、1977年) 所収。                                                          |
| ナタリー・サロート     | Tropismes          | (トロピスム)                                                                                                |
| ミシェル・ビュトール   | La Modification    | 『心変わり』清水徹訳、河出書房新社、1959年・1971年; 岩波文庫、2005年。                                      |
| マルグリット・デュラス | Moderato Cantabile | 『モデラート・カンタービレ』田中倫郎訳、河出書房新社、1970年、河出文庫、1985年。                            |

ロブ＝グリエはもちろん、ビュトール、デュラスの多くの小説、およびクロード・シモンの作品のほとんどが深夜叢書から刊行された。

### 時事問題
深夜叢書は主に文学、哲学、芸術に関する書物を刊行しているが、政治・社会問題については特にアルジェリア独立戦争におけるフランス軍の拷問に抗議する運動に参加し、1957年に民族解放戦線 (FLN) 地下組織の指導者ヤセフ・サーディの協力者として爆弾を運んだ容疑で逮捕されて拷問を受け、テロ行為で死刑判決を受けたジャミラ・ブーヒレッドを擁護する弁護士ジャック・ヴェルジェスと作家・調査報道記者ジョルジュ・アルノーの著書『ジャミラ・ブーヒレッドのために』、1958年に自ら体験した拷問の実態を綴ったアンリ・アレッグの『尋問』、および、25歳のアルジェリア共産党員・独立運動家で数学者のモーリス・オーダンがフランス軍に拷問され、失踪した事件について真相究明を求める「オーダン委員会」を結成した歴史学者ピエール・ヴィダル＝ナケの『オーダン事件』を刊行した。『尋問』は6万部以上の売上となり、政府に没収されたが、にもかかわらず、次いで、拷問を受けたアルジェリアの学生ら5人の証言をまとめた『壊疽』を刊行し、発禁処分を受けた。深夜叢書は以後約4年にわたって10冊以上の「ドキュメント」シリーズを刊行し、1960年には脱走兵ジャン＝ルイ・ユルストがモーリエンヌの筆名で書いた反植民地主義宣言『脱走兵』を刊行したために、ランドン編集長が有罪判決を受けた。ヴィダル＝ナケはこうした経緯をまとめた研究書『共和国における拷問 1954-1962』を執筆。1972年に深夜叢書から刊行された。
この他、パレスチナ問題に関するヴェルジェスの著書や、エリアス・サンバーらが創刊した中東問題に関する季刊『パレスチナ研究誌』(1982年から2008年まで計108号) を刊行した。

### 新傾向の文学・哲学
近年までの文学作品では、特に新しい傾向の作家を発掘し、モニック・ウィティッグの代表作『子供の領分』（メディシス賞受賞）、『女ゲリラたち』、『レスビアンの躰』、トニー・デュヴェールの『幻想の風景』（メディシス賞受賞）ほか全作品、ジャン・エシュノーズの『チェロキー』（メディシス賞受賞）、『ぼくは行くよ』（ゴンクール賞受賞）ほか全作品、ジャン＝フィリップ・トゥーサンの『逃げる』（メディシス賞受賞）ほか全作品、エルヴェ・ギベールの1989年までの作品、マリー・ンディアイの『ロジー・カルプ』（フェミナ賞受賞）ほか2004年までの作品、エルヴェ・ギベールの1989年までの作品などを刊行している。
深夜叢書のシリーズには言語研究に関する「プロポジシオン (提案)」、ディディエ・フランクが創刊した「フィロゾフィー (哲学)」があり、また、ジル・ドゥルーズのほとんどの作品が「クリティック」、「アルギュマン (議論)」、「パラドックス (逆説)」のシリーズとして刊行された。また、ピエール・ブルデューは「サンス・コマン (常識)」シリーズを創刊・主宰し、代表作をこのシリーズから発表している。これらのシリーズはダヴィッド・ラプジャードら若手研究者を紹介する場ともなっている。

## 参考資料
- Les Éditions de Minuit - Historique - 深夜叢書公式ウェブサイト - 沿革。
- 細川真由「[論説 フランス知識人「反ファシズム」イデオロギ -戦間期反戦運動および対独レジスタンス運動との関連において-]」『社会システム研究』第20巻、京都大学大学院人間・環境学研究科 社会システム研究刊行会、2017年3月、157-171頁、doi:10.14989/220427、hdl:2433/220427、ISSN 1343-4497、NAID 120006223611。
- 松田和之「無気力に互いを指さし合う不気味な十本の手 : ヴェルコールとコクトー」『Gallia』第43巻、大阪大学フランス語フランス文学会、2004年3月6日、57-64頁、ISSN 0387-4486、NCID AN00001725。
- 大島博光「手から手へ戸口から戸口へ」『レジスタンスと詩人たち』白石書店、1981年。
「英雄・殉難者・詩人たちの名誉」『エリュアール』新日本出版社、1988年（いずれも大島博光博物館公式ウェブサイトより）。